# Brachypelma angustum
Brachypelma angustum – duży pająk z rodziny ptaszników.
Ptasznik naziemny, zamieszkujący wilgotne lasy południowego Meksyku i Ameryki Środkowej.
Osiąga około 6–7 cm, ciało masywne (charakterystyczne dla ptaszników naziemnych z rodzaju Brachypelma), przy czym samica jest większa i masywniejsza od samca.
Ubarwienie odwłoku i karapaksu przeważnie ciemnobrązowe, a odnóża szare lub czarne.
Samica żyje często dłużej niż 10 lat (czasem nawet 15-20 lat).
Gatunek z reguły dość łagodny i rzadko trafiają się osobniki agresywnie reagujące na bodźce.
Jad słaby, nie stanowi zagrożenia dla człowieka.
Gatunek objęty konwencją waszyngtońską (CITES).